# Trnovec (Nedelišće)
Trnovec is een plaats in de gemeente Nedelišće in de Kroatische provincie Međimurje. De plaats telt 1189 inwoners (2001).